# Instituto Tecnológico Superior de Sinaloa
El Instituto Tecnológico Superior de Sinaloa, A.C. (o Itesus), es una institución privada de educación superior que se fundó en 1989 en la ciudad de Mazatlán, Sinaloa, México. Aparte de su campus principal en Mazatlán, también mantiene un campus en Culiacán.
El Instituto atiende a unos 601 estudiantes por su cuenta a nivel de educación media superior, licenciatura, ingenierías y postgrado y forma parte de la Secretaría de Educación Pública.

## Oferta Educativa
Itesus ofrece cursos de estudio a tiempo completo y cursos de estudio a tiempo parcial. Las licenciaturas son semestrales. 
Las siguientes son las licenciaturas, ingenierías y posgrados impartidas por la universidad en sus dos campus.

### Licenciaturas
| - Animación, Producción y Arte Digital - Arteterapia - Cosmeatría y Cuidado Corporal - Criminalística - Cultura Física y Deportes - Derecho - Diseño Gráfico - Diseño y Publicidad de Modas | - Enfermería - Fisioterapia - Gerontología - Informática Administrativa - Mercadotecnia Internacional - Psicología Clínica - Psicología Criminal y Forense - Psicología Educativa |

### Ingenierías
- Diseño Gráfico Digital
- Electricidad
- Electrónica y Sistemas Digitales
- Teleinformática

### Maestría
- Maestría en Criminalística y Sistema Adversarial
- Maestría en Derecho de Amparo
- Maestría en Educación Media Superior y Superior
- Maestría en Redes y Tecnologías de Información
- Maestría en Sistemas Eléctricos de Potencia
- Maestría en Terapia Familiar

### Doctorado
- Doctorado en Investigación Criminal